# مجلس العموم الكندي
مجلس العموم الكندي (بالفرنسية: Parlement du Canada)‏ هو المجلس الأدنى من البرلمان الكندي، وأحد ثلاثة مكونات للبرلمان إلى جانب صاحب(ة) السيادة (ممثلا بالحاكم العام) ومجلس الشيوخ الكندي. مجلس العموم منتخب ديمقراطيا ويمثل الشعب. يتكون من 338 أعضاء يدعون باسم أعضاء البرلمان (النواب) ويخدمون لمدة محدودة دستوريا لمدة تصل إلى خمس سنوات بعد الانتخابات. 
توزع المقاعد في مجلس العموم تقريبا بما يتناسب مع عدد السكان في كل مقاطعة وإقليم. و تراجع حدود الدوائر الانتخابية في المقاطعات وعدد الأعضاء لكل مقاطعة كل بضع سنين للتأكد من أن عدد سكان كل دائرة يبلغ حوالي 100 ألف شخص، والأقاليم مستثناة من هذا العدد نظرًا لضآلة عدد سكانها (بين ثلاثين وخمسين ألفًا). ومع ذلك، تكون بعض الدوائر الانتخابية أكثر سكانا من غيرها، والدستور الكندي يحتوي على بعض الأحكام الخاصة المتعلقة بتمثيل المحافظات، وبالتالي، ثمة إساءة في توزيع المجالس بين المقاطعات والأقاليم استنادا إلى عدد السكان.
أسس مجلس العموم في 1867 على غرار مجلس العموم البريطاني. مجلس العموم في كندا يمارس السلطة التشريعية أكثر بكثير من مجلس الشيوخ، ولكن موافقة مجلس الشيوخ ضرورية للتشريع، ونادرا جدا في مجلس الشيوخ أن ترفض مشاريع القوانين التي يجيزها مجلس العموم. وعلاوة على ذلك، فإن حكومة كندا هي وحدها المسؤولة أمام مجلس العموم. فرئيس الوزراء يبقى في منصبه طالما انه يحتفظ بدعم من مجلس النواب.
يقع مجلس العموم الكندي في مبنى البرلمان في أوتوا، أونتاريو.

## روابط خارجية
الصفحة الرسمية للمجلس. (بالإنجليزية)